# Tom Simpson
Thomas "Tom" eller "Tommy" Simpson, född 30 november 1937 i Haswell, Durham, död 13 juli 1967, var en engelsk professionell landsvägscyklist.
Tom Simpson dog av utmattning på väg upp mot toppen på Mont Ventoux under den 13:e etappen av Tour de France 1967. Simpson började att kränga våldsamt över vägen innan han föll ihop. Han yrade och bad åskådarna att hjälpa honom upp på cykeln igen. Han klarade sig en ytterligare runt 500 meter innan han föll död ner. Obduktionen visade att han hade tagit amfetamin och alkohol, en urindrivande kombination som visade sig dödlig i de varma förhållandena. Det finns numera ett minnesmärke över Simpson nära toppen av Mont Ventoux. Eftersom han inte var någon klättrare vann han flera av endagsklassikerna i stället för de stora etapploppen.
Simpson blev professionell 1960. Under sin karriär fick han ändå känna på att bära den gula ledartröjan under Tour de France 1962 under några dagar och blev den förste brittiske cyklisten att bära ledartröjan. Hans största meriter blev vinsterna i Lombardiet runt 1965, Flandern runt 1961, Bordeaux-Paris 1963, Milano-San Remo 1964 och Paris-Nice 1967. Simpson blev också den förste brittiske världsmästaren när han vann världsmästerskapens linjelopp 1965 i Lasarte-Oria, Spanien. 

## Karriär
Tom Simpson började med landsvägscykling som barn och vann flera tempoetapper när han blev äldre. Han fick sedan rådet att börja med bancykling och som 19-åring var han med och tog bronsmedalj i lagförföljelse i de Olympiska sommarspelen 1956. Två år senare tog han silver på individuell förföljelse i Samväldesspelen 1958 och guld på 4000 meter individuell förföljelse i de Brittiska nationsmästerskapen.
I juli 1959 blev Simpson kontrakterad av två professionella stall och valde att gå till Rapha Geminiani, där landsmannen Brian Robinson cyklade. Första loppet för Simpson var Tour de l'Ouest där han vann två etapper. Senare under säsongen tävlade Simpson i världsmästerskapen och slutade fyra på både linjeloppet och tempoloppet. Han tackade nej till att tävla i Tour de France 1959. Året därpå slutade han 29:a i tävlingen och slutade trea på etapp 3. 1960 tävlade han för första gången i vårklassikerna och slutade topp-10 på La Flèche Wallonne och Paris-Roubaix.
I april 1961 tog hem Simpson sin första klassikerseger när han vann Flandern runt. Under säsongen slutade han femma på Paris-Nice och på nionde plats i världsmästerskapen, men var tvungen att avbryta Tour de France efter etapp 3 på grund av en knäskada. Ett år senare blev han den första britten att bära den gula ledartröjan i Tour de France efter etapp 12 men blev sedan av med den efter en krasch. Han slutade tävlingen på sjätte plats. Tidigare under säsongen slutade Simpson femma på Flandern runt och sexa på Gent-Wevelgem.
Under 1963 tävlade Simpson för det franska stallet Peugeot-BP. Han vann under säsongen Bordeaux-Paris, slutade tvåa i Paris-Bryssel och Paris-Tours, trea i Flandern runt, åtta i Paris-Roubaix och slutade på tionde plats i La Flèche Wallonne och Lombardiet runt. Året därpå vann han Milano-San Remo. Han slutade fyra i världsmästerskapen och på tionde plats i Paris-Roubaix. På Tour de France slutade Simpson tvåa på etapp 9 och slutade på 14:e plats i tävlingen.
1965 tog Simpson en av sina finaste segrar i karriären då han vann världsmästerskapens linjelopp före tysken Rudi Altig. Han vann också Lombardiet runt, som den andra personen i historien att göra det i världsmästartröjan. Endast Alfredo Binda hade tidigare lyckats med den bedriften. Simpson slutade trea i La Flèche Wallonne och Bordeaux-Paris, sexa på Paris-Nice och på tionde plats i Liège-Bastogne-Liège. Tillsammans med Peter Post vann han under säsongen också Bryssels sexdagars.
På Tour de France 1966 slutade Simpson tvåa på etapp 12 och 13 men på etapp 17 var han tvungen att avbryta loppet efter en olycka nedför en backe när han var i en utbrytning över Col du Galibier. Det blev inte mycket av säsongen 1966 för Simpson efter att han skadat sig när han åkte skidor.
Året därpå såg Simpson ut att vara i bra form när han vann Paris-Nice. Han cyklade också i Vuelta a España för första gången och tog två etappsegrar i det spanska etapploppet. Han slutade på 33:e plats i tävlingen.

## Död

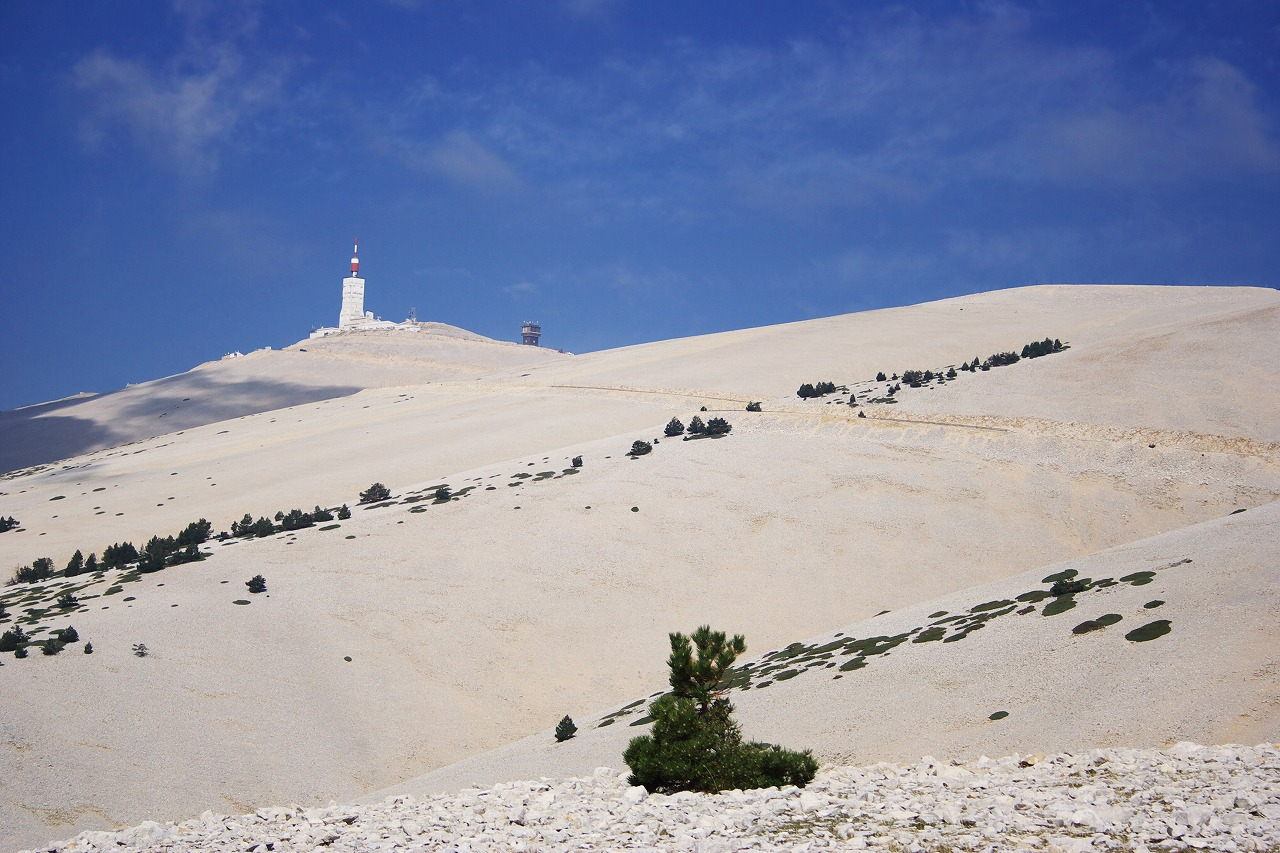
Mont Ventoux med sitt karaktäristiskt karga "månlandskap".

När Tour de France startade var Simpson optimistisk att han skulle kunna göra fina resultat och efter den första veckan låg han på sjätte plats i tävlingen, men han fick problem med magen och förlorade viktig tid på stigningen uppför Col du Galibier. Den 13 juli, på den 13:e etappen till Marseille, mådde han fortfarande inte bra och det blev inte bättre av att det var en varm dag. Men han attackerde trots detta uppför Mont Ventoux, men passerades senare av Jan Janssen, som senare skulle vinna etappen, och fyra andra cyklister. Med två kilometer kvar av stigningen började Simpson må sämre och han började sick-sacka sig över vägen. Han ramlade av cykeln men valde ändå att fortsätta tävlingen trots sitt hälsostånd. Han fortsatte ytterligare 500 meter innan han föll av cykeln igen, den gången medvetslös. Tävlingsdoktorn Pierre Dumas gav honom mun mot mun-metoden, hjärtmassage och syrgas. En helikopter tog honom till sjukhuset men Simpson dog under vägen dit.

## Meriter
Vuelta a España, 2 etapper
Paris–Nice – 1967
Flandern runt – 1961
Bordeaux–Paris – 1963
Milano-San Remo – 1964
Lombardiet runt – 1965
 Världsmästerskapens linjelopp – 1965

## Stall
- Elswick Hopper 1958
- Saint-Raphael-R. Geminiani 1959
- Gitane-Dunlop 1960–1962
- Peugeot-BP 1963–1967